# Салибаев, Геннадий Хатамович
Геннадий Хатамович Салибаев (1937—2000) — таджикистанский геолог, член-корреспондент АН Таджикистана (1991).

## Биография
Родился 8 февраля 1937 года в Ленинабаде в семье служащего, в 1940 г. переехал с родителями в Сталинабад (Душанбе).
Окончил Таджикский государственный университет им. В. И. Ленина (1959, геологическое отделение факультета естественных наук).
Работал в Южно-Таджикской геолого-разведочной экспедиции Таджикского геологического управления в должностях от техника-геолога до старшего геолога.
В 1963 г. поступил в аспирантуру Института геологии АН Таджикской ССР, в следующем году перевелся в аспирантуру Ленинградского университета, в ноябре 1966 г. защитил кандидатскую диссертацию на тему: «Стратиграфия верхних горизонтов палеогена Ферганы, Таджикской депрессии и Гиссарского хребта на основании изучения комплексов видов моллюсков».
С декабря 1966 по 1991 г. работал в Институте геологии АН Таджикской ССР: младший научный сотрудник, старший ведущий сотрудник, ведущий научный сотрудник.
В 1988 г. в МГРИ защитил докторскую диссертацию:
- Стратиграфия и палеогеография позднего эоцена восточной части Средней Азии на основании изучения двустворчатых моллюсков : диссертация … доктора геолого-минералогических наук : 04.00.09. — Душанбе, 1987. — 339 с. : ил. + Прил. (349 с.: ил.).

Доктор геолого-минералогических наук (1988). В январе 1991 года избран членом-корреспондентом Академии наук Таджикской ССР по специальности «геология».
В 1991—1995 гг. и. о. главного учёного секретаря Президиума АН РТ.
С 1995 г. снова работал в Институте геологии ведущим научным сотрудником.
В 1960-70-годы читал лекции студентам Таджикского государственного университета на геологическом, биологическом и историческом факультетах.
Научные интересы: палеонтология и стратиграфия, исследования мезозойско-кайнозойских отложений восточных регионов Средней Азии.
Сочинения:
- Моллюски верхней части ханабадских и сумсарских слоев Таджикской и Ферганской депрессий [Текст] / АН ТаджССР. Ин-т геологии. — Душанбе : [Дониш], 1972. — 127 с., 17 л. ил. : карт.; 28 см.
- Стратиграфия и моллюски ристанских слоев Таджикской депрессии. Геннадий Хатамович Салибаев. Наука, 1974 — Всего страниц: 220
- Стратиграфия и моллюски нижней части массагетской серии Таджикской депрессии [Текст] / Г. Х. Салибаев ; Отв. ред. Ф. Х. Хакимов ; АН ТаджССР, Ин-т геологии. — Душанбе : Дониш, 1975. — 139 с. : ил.; 20 см.
- Стратиграфия палеогеновых отложений таджикской депрессии и сопредельных территорий / Р. М. Давидзон, Г. П. Крейденков, Г. Х. Салибаев; Отв. ред. М. Р. Джалилов. — Душанбе : Дониш, 1982. — 152 с. : ил. 1 л. табл.; 26 см.

## Звания и награды
Заслуженный деятель науки Таджикской ССР (1989). Награждён Грамотой Президиума Верховного Совета Тадж. ССР (1963).